# Аоки, Девон
Девон Эдвенна Аоки (англ. Devon Edwenna Aoki; род. 10 августа 1982, Нью-Йорк, Нью-Йорк, США) — американская актриса
 и модель.

## Ранние годы
В жилах Девон Аоки течёт японская, немецкая и британская кровь, она родилась в семье владельца сети японских ресторанов Рокки Аоки Хироаки (Rocky Aoki Hiroaki, 青木 広彰) в Нью-Йорке, где и жила до 9 лет. Потом семья переехала в Малибу, штат Калифорния, а ещё через два года в Лондон.
У Девон есть 5 братьев и сестёр. Одним из её братьев является известный DJ Стив Аоки.

## Карьера

### Карьера модели
Её карьера модели стала стремительно развиваться после подписания контракта с агентством Storm Model Management, представляющим также Кейт Мосс и Еву Герцигову.
Позже на Девон обратила внимание Эллен фон Унверт, которая сняла её в клипе Duran Duran и сфотографировала для обложки модного журнала I-D magazine. У Девон появились те же поклонники, что и у Кейт Мосс — в большинстве своём подростки. Она стала быстро одной из любимых моделей не только Эллен фон Унверт, но и фотографа Марио Сорренти, а также была включена в Visionaire, представляющий коллекцию авангардных фотографий.

### Карьера в кино
Свою дебютную кинороль исполнила в фильме «Смерть династии» (2003), а на большом экране дебютировала в фильме «Двойной форсаж». Также снималась в таких фильмах, как «Город грехов», «DOA: Живым или мёртвым», «Война», «Шпионки». В 2008 году с её участием вышел фильм «Хроники мутантов». В 2009 году снялась в независимой американской комедии "Розенкранц и Гильденштерн воскрешены". Это была ее последняя роль в кино и больше участия в съемках фильмов она не принимала.
Снялась в клипе группы The Killers «Bones», в 2016 году — в клипе певицы Fergie — «M.I.L.F. $», a в 2018 году — в клипе Стива Аоки совместно с группой BTS — «Waste it On Me».

## Личная жизнь
С июня 2010 года Девон помолвлена с Джеймсом Бэйли. У пары есть четверо детей — сын Джеймс Хантер Бэйли-младший (род.10.06.2011) и дочери Алессандра Линвиль Бэйли (род. 12.02.2013), Элеанор Талита Бэйли (род. 2015) и Эвелин Бэйли (род. 2020).

## Фильмография
| Год  |   | Русское название                     | Оригинальное название                   | Роль                         |
| ---- | - | ------------------------------------ | --------------------------------------- | ---------------------------- |
| 2003 | ф | Смерть династии                      | Death of a Dynasty                      | Пикассо                      |
| 2003 | ф | Двойной форсаж                       | 2 Fast 2 Furious                        | Суки (в рус. дубляже — Суши) |
| 2004 | ф | Шпионки                              | D.E.B.S.                                | Доминик                      |
| 2005 | ф | Город грехов                         | Sin City                                | Михо                         |
| 2006 | в | Огонь по своим                       | Friendly Fire                           | русалка                      |
| 2006 | ф | DOA: Живым или мёртвым               | DOA: Dead or Alive                      | Касуми                       |
| 2007 | ф | Война                                | War                                     | Кайра                        |
| 2008 | ф | Хроники мутантов                     | The Mutant Chronicles                   | Валери Дюваль                |
| 2009 | ф | Розенкранц и Гильденштерн воскрешены | Rosencrantz and Guildenstern Are Undead | Анна                         |